# Ktezibij
Ktezibij [ktezíbij] (starogrško Kτησίβιος ὁ Αλεξανδρεύς: Ktesíbios hó Aleksandreŭs), starogrški ali egipčanski izumitelj in matematik, * 285, Aleksandrija, † 222 pr. n. št., Aleksandrija.

## Življenje in delo
Njegovo izgubljeno delo o 'elastičnosti' zraka O pnevmatiki ga postavlja za očeta pnavmatike in predstavlja prvo znanstveno razpravo o stisnjenem zraku. Ktezibij je uporabil stisnjen zrak v črpalkah in celo v topovih. Tudi njegova druga dela se niso ohranila. Izgubljeno je celo njegovo delo Memorabilia, zbirka njegovih raziskav, ki ga je navajal grški pisatelj Atenej v 3. stoletju.
Ktezibij je bil morda prvi predstojnik aleksandrijskega muzeja. Na žalost vemo zelo malo o njegovem življenju in delu. Grški življenjepisec Diogen Laert je menda poročal, da je bil Ktezibij najprej brivec, ki je izdelal domiselno ogledalo nastavljivo s protiutežjo. Ktezibij je izumil prve znane mehanske vodne orgle s piščalmi, hidravlij, ki so za uravnavanje tlaka uporabljale vodo. Leta 270 pr. n. št. je izdelal izboljšano vodno uro, klepsidro. Ta naprava je merila čas natančneje kot katerakoli ura pred 17. stoletjem, ko je Huygens pokazal kako se lahko za uravnavanje ure uporabi nihalo in leta 1656 izdelal prvo točno uro na nihalo. Ktezibiju pripisujejo tudi načelo sesalne natege (sifona).
Če lahko verjamemu Diogenu, je bil Ktezibij zelo reven. Filozof Arkesilaj mu je menda med obiskom pod blazino pustil mošnjo.
Ktezibijevo delo so opisovali Vitruvij, Atenej, Plinij Starejši in Filon iz Bizanca. Pri opisu so dodajali, da so imeli prvi mehaniki, kot je bil Ktezibij, prednost, ker so živeli pod kralji, ki so ljubili slavo in podpirali umetnost. Omenjala sta ga tudi Prokl, tolmač Evklida, in Heron, zadnji od antičnih inženirjev.